# Balneário Barra do Sul
Balneário Barra do Sul är en kommun i Brasilien.   Den ligger i delstaten Santa Catarina, i den södra delen av landet, 1 200 km söder om huvudstaden Brasília. Antalet invånare är 8 423.
I omgivningarna runt Balneário Barra do Sul växer i huvudsak städsegrön lövskog. Runt Balneário Barra do Sul är det ganska tätbefolkat, med 67 invånare per kvadratkilometer.